# Miroslav Feldman
Miroslav Feldman (Verőce, 1899. december 28. – Zágráb, 1976. augusztus 30.) zsidó származású horvát orvos, költő és író volt.

## Élete és pályafutása
Gimnáziumba 1913 és 1917 között Eszéken és Zágrábban járt. Orvosi tanulmányait Zágrábban (1919-1921) és Bécsben (1921-1924) végezte. Az egyetem elvégzése után visszatért Horvátországba, és Verőcén, Eszéken, Pakrácon, Szarajevóban és Károlyvárosban dolgozott orvosként. A második világháború alatt a partizánokhoz csatlakozott, ahol segített megszervezni az egészségügyi alakulatot.
A háború után 1947 és 1952 között a bosznia-hercegovinai közegészségügyi minisztérium egészségügyi osztályának vezetője, 1953 és 1955 között a Károlyvárosi Általános Kórház belső osztályának vezetője, majd belgyógyász volt a zágrábi sürgősségi osztályon, és nyugdíjazásáig, 1961-ig a zágrábi Maksimir és Peščenica települések közegészségügyi központjainak vezetője volt. Baloldali szerepvállalása miatt többször is bebörtönözték (1925, 1941). Feldman 1976. május 30-án halt meg Zágrábban, és a Mirogoj temetőben temették el.

## Irodalmi tevékenysége
Feldman irodalmi pályáját költőként kezdte, de drámaíróként jelentősebb volt. Az irodalomban középiskolásként jelent meg 1916-ban Miroslavonac írói álnéven „Slutnja” című verseskötetével. Teljes nevén az első verse 1917-ben jelent meg a Savremenikben. Pierrot és Colombina első színművét, bár 1920-ban elfogadták a zágrábi Horvát Nemzeti Színházban, de nem mutatták be, és a szöveg elveszett.  Drámáit a Horvát Nemzeti Színházban adták elő: Vožnja (1927), Zec (1932), Profesor Žič (1934), Na uglu (1935), Srna (1936), U pozadini (1939). 1946-ban mutatták be az Iz mrak című drámáját, amelyet a báni hatóságok határozatával 1940. januári bemutatója estéjén betiltottak. 1931-ben a Savremenikben nyomtatták a Gospođa Dor című művét. A Doći će dan című drámát 1951-ben mutatták be először a károlyvárosi színházban. 
Feldman darabjait a háború előtt és után Jugoszlávia számos színháza játszotta, de Csehszlovákiában Prágában és Kladnóban (Zec 1934, Profesor Žič 1935), valamint Ausztriában, Bécsben (Profesor Žič 1935, Božena Begović fordításában) is bemutatták. Versei és színművei számos antológiában szerepelnek, és lefordították szlovén, macedón, cseh, angol, francia és német nyelvre.
Költői kifejezésmódját az expresszionizmus hatására formálta. A kritika rámutatott Feldman verseinek hangzatosságára, hangsúlyozva a lírai és vallomásos hangnemet, olykor pedig az iróniát, mint a szentimentalizmus elleni védekezést. Darabjaiban a színpadi újításait próbálja ötvözni a társadalmi elkötelezettséggel és az intézménykritikával. Krleža drámai tapasztalataira, valamint a kortárs európai színház áramlataira támaszkodva széles kifejezési skálát alkalmaz: az expresszionista tragikomédiától és a groteszktől a pszichológiai és szociálrealista drámáig.
Drámai életműve tematikailag is sokrétű, tartalmazza a militarizmus és a hamis hazaszeretet kritikáját (Zec), a kispolgári mentalitás megcsúfolását és a vidék első világháborúban szorongó ábrázolását (U Pozadini), a háború előtti politikai, társadalmi és kulturális viszonyok elemzését (Na uglu), a korában divatos freudizmus iróniáját (Dorné), a rendőrségi apparátus kegyetlen cselekedeteit (Iz mrak) és a furcsaságok összetett ábrázolását (Profesor Žič). Legjobb darabjaiban szószólója a spiritualizált realizmusnak, ugyanakkor rokonszenvvel nézi az emberi gyengeségeket, és szembeállítja a groteszk világlátást a szorongó valósággal. Egy modern színpadi kifejezésmódot hirdetett anélkül, hogy lemondott volna a közvetlen ideológiai irányultságról. Színdarabjai a horvát modern színház alkotóelemei.

## Művei
- Slutnja (Miroslavonac néven) Virovitica 1916.
- Iza sunca. Zagreb 1920.
- Arhipelag snova. Sarajevo 1927.
- Zec. Zagreb 1933.
- Ratna lirika. Zagreb 1936.
- Iz mraka. Zagreb 1940; Sarajevo 1946.
- Doći će dan. Karlovac 1947.
- Dvije pjesme. Karlovac 1947.
- U pozadini. Zagreb 1951.
- Pjesme. Zagreb 1954.
- Tri drame. Zagreb 1955.
- Pitat će kako je bilo. Zagreb 1959.
- Drame. Zagreb 1964.
- Izabrane pjesme. Zagreb 1964.
- Pjesme i drame. Pet stoljeća hrvatske književnosti, 104. Zagreb 1965.
- Drame. Vinkovci 1994.

## Fordítás
Ez a szócikk részben vagy egészben  a   Miroslav Feldman című angol Wikipédia-szócikk ezen változatának fordításán alapul.  Az eredeti cikk szerkesztőit annak laptörténete sorolja fel. Ez a jelzés csupán a megfogalmazás eredetét és a szerzői jogokat jelzi, nem szolgál a cikkben szereplő információk forrásmegjelöléseként.